# Anoplodactylus mamillosus
Anoplodactylus mamillosus is een zeespin uit de familie Phoxichilidiidae. De soort behoort tot het geslacht Anoplodactylus. Anoplodactylus mamillosus werd in 1954 voor het eerst wetenschappelijk beschreven door Stock. 